# لويس كارلوس رويز
لويس كارلوس رويز (بالإسبانية: Luis Carlos Ruiz)‏ (8 يناير 1987 بسانتا مارتا في كولومبيا - ) هو لاعب كرة قدم كولومبي في مركز الهجوم. لعب مع أتلتيكو جونيور وأتلتيكو ناسيونال وشانغهاي غرينلاند شينهوا ونادي بارانكويلا.

## وصلات خارجية
- لويس كارلوس رويز على موقع قاعدة بيانات كرة القدم.إي يو (الإنجليزية)
- لويس كارلوس رويز على موقع Soccerway.com (الإنجليزية)
- لويس كارلوس رويز على موقع AS.com (الإسبانية)